# Мореплавство
Мореплавство чи мореплавання — мистецтво плавання морями, річками й озерами на будь-яких судах із вживанням для цього всього комплексу знань, об'єднаного в науці «судноводіння». Також часто під мореплавством йдеться про історію виникнення і розвитку мореплавства від прадавніх часів до наших днів.
Розрізняють мореплавання торговельне і військове. Торговельним мореплаванням називають діяльність, зв'язану з використанням судів для перевезення вантажів, пасажирів, багажу і пошти, для рибних і інших морських промислів, видобутку корисних копалин, виробництва буксирних, криголамних і рятувальних операцій, а також для інших господарських, наукових і культурних цілей. Військовим мореплаванням називають військово-політичну діяльність держав у Світовому океані в цілях забезпечення їх зовнішньополітичних інтересів шляхом організованого використання військових кораблів і судів.
У 2018 році Rolls-Royce та Intel спільно представили систему Intelligent Awareness, яка має створити мореплавство нового покоління. Система складається з мережі HD-камер, лідара, радара, тепловізорів, супутникових даних та прогнозу погоди. За допомогою алгоритмів машинного зору ця програма вишукує перешкоди, як-от інші кораблі, а, знайшовши, попереджає про них екіпаж.